# Linia kolejowa Porzecze – Druskieniki
Linia kolejowa Porzecze – Druskieniki – linia kolejowa na Białorusi i Litwie łącząca stację Porzecze (dawnej Kolei Warszawsko-Petersburskiej) ze stacją Druskieniki. Wybudowana w 1934. Przed II wojną światową położona była w Polsce.
Linia jest jednotorowa. Po upadku Związku Sowieckiego odcinek po stronie litewskiej został rozebrany. Linia nie jest zelektryfikowana.